# 火车西站站
火车西站站位于中华人民共和国浙江省杭州市余杭区仓前街道的杭州西站地下，是地铁3号线和19号线的一座换乘站，于2022年9月22日启用。
本站预留地铁12号线和北环快线站台，届时火车西站站将成为一座四线地铁站。

## 车站结构
火车西站站为3号线、19号线换乘站，两线采用平行双岛式同台换乘，3号线使用内侧，19号线使用外侧，两座岛式站台宽度均为18米。车站站厅设有2个付费区，中间被N出入口隔开。建设时已预留12号线和北环快线的空间，12号线站体将会设置在现有车站南侧，北环快线则是位于北侧。

### 楼层分布
| 地面 |          | 杭州西站地面层                                 |  |  |
| -1层 | 站厅     | 杭州西站铁路到达、自动售票机、客服中心、卫生间 |  |  |
| -2层 |          | █ 19号线 往火车西站（苕溪）                    |  |  |
|      | 岛式站台 |                                                |  |  |
|      |          | █ 3号线 往吴山前村（汤家村）                   |  |  |
|      |          | █ 3号线 往星桥（龙舟北路）                     |  |  |
|      | 岛式站台 |                                                |  |  |
|      |          | █ 19号线 往永盛路（创景路）                    |  |  |

- 站厅
- 站厅
- 站厅
- 3号线往星桥、19号线往永盛路方向站台

## 出入口
火车西站站共有12个出入口。车站不在任一出口附近设置垂直电梯。连接杭州西站地面层和地铁站厅的4部电梯位于L口两侧及C、E、G口之间。F口和K口与杭州西站的出口直连作为进站的免安检通道。
| 编号                                            | 出口标识                   | 建议前往的目的地 | 图片 |
| ----------------------------------------------- | -------------------------- | ---------------- | ---- |
| A · （暂未开通）                                | 杭州西站（北）             |                  |      |
| B · （暂未开通）                                |                            |                  |      |
| C · （暂未开通）                                | 杭州西站（北）             |                  |      |
| D · （暂未开通）                                |                            |                  |      |
| E                                               | 杭州西站（西）、云谷（西） |                  |      |
| F · （仅供进站）                                |                            |                  |      |
| G · （暂未开通）                                | 杭州西站（南）             |                  |      |
| H · （暂未开通）                                |                            |                  |      |
| J · （暂未开通）                                | 杭州西站（南）             |                  |      |
| K · （仅供进站）                                |                            |                  |      |
| L                                               | 杭州西站（东）、云谷（东） |                  |      |
| M · （暂未开通）                                |                            |                  |      |
| N                                               | 杭州西站                   |                  |      |
| 註： 设有卫生间 \| 设有第三卫生间 \| 设有母婴室 |                            |                  |      |

## 历史
- 2024年9月6日起，本站高铁换乘地铁实现免安检[4]。